# Danh sách tiểu hành tinh: 16001–16100
| Tên                | Tên đầu tiên | Ngày phát hiện       | Nơi phát hiện                      | Người phát hiện                                  |
| ------------------ | ------------ | -------------------- | ---------------------------------- | ------------------------------------------------ |
| 16001 -            | 1999 AY21    | 15 tháng 1 năm 1999  | Đài thiên văn Zvjezdarnica Višnjan | K. Korlević                                      |
| 16002 Bertin       | 1999 AM24    | 15 tháng 1 năm 1999  | Caussols                           | ODAS                                             |
| 16003 -            | 1999 BX2     | 19 tháng 1 năm 1999  | Oizumi                             | T. Kobayashi                                     |
| 16004 -            | 1999 BZ3     | 20 tháng 1 năm 1999  | Đài thiên văn Zvjezdarnica Višnjan | K. Korlević                                      |
| 16005 -            | 1999 BP7     | 21 tháng 1 năm 1999  | Višnjan Observatory                | K. Korlević                                      |
| 16006 -            | 1999 BJ9     | 22 tháng 1 năm 1999  | Višnjan Observatory                | K. Korlević                                      |
| 16007 Kaasalainen  | 1999 BC11    | 20 tháng 1 năm 1999  | Caussols                           | ODAS                                             |
| 16008 -            | 1999 CV      | 5 tháng 2 năm 1999   | Oizumi                             | T. Kobayashi                                     |
| 16009 -            | 1999 CM8     | 13 tháng 2 năm 1999  | Oizumi                             | T. Kobayashi                                     |
| 16010 -            | 1999 CG14    | 13 tháng 2 năm 1999  | Đài thiên văn Zvjezdarnica Višnjan | K. Korlević                                      |
| 16011 -            | 1999 CM16    | 6 tháng 2 năm 1999   | Višnjan Observatory                | K. Korlević                                      |
| 16012 Jamierubin   | 1999 CG19    | 10 tháng 2 năm 1999  | Socorro                            | LINEAR                                           |
| 16013 Schmidgall   | 1999 CX38    | 10 tháng 2 năm 1999  | Socorro                            | LINEAR                                           |
| 16014 Sinha        | 1999 CB47    | 10 tháng 2 năm 1999  | Socorro                            | LINEAR                                           |
| 16015 Snell        | 1999 CK47    | 10 tháng 2 năm 1999  | Socorro                            | LINEAR                                           |
| 16016 -            | 1999 CB54    | 10 tháng 2 năm 1999  | Socorro                            | LINEAR                                           |
| 16017 Street       | 1999 CX65    | 12 tháng 2 năm 1999  | Socorro                            | LINEAR                                           |
| 16018 -            | 1999 CJ67    | 12 tháng 2 năm 1999  | Socorro                            | LINEAR                                           |
| 16019 Edwardsu     | 1999 CL69    | 12 tháng 2 năm 1999  | Socorro                            | LINEAR                                           |
| 16020 Tevelde      | 1999 CA76    | 12 tháng 2 năm 1999  | Socorro                            | LINEAR                                           |
| 16021 Caseyvaughn  | 1999 CG81    | 12 tháng 2 năm 1999  | Socorro                            | LINEAR                                           |
| 16022 Wissnergross | 1999 CJ86    | 10 tháng 2 năm 1999  | Socorro                            | LINEAR                                           |
| 16023 Alisonyee    | 1999 CV93    | 10 tháng 2 năm 1999  | Socorro                            | LINEAR                                           |
| 16024 -            | 1999 CT101   | 10 tháng 2 năm 1999  | Socorro                            | LINEAR                                           |
| 16025 -            | 1999 CA104   | 12 tháng 2 năm 1999  | Socorro                            | LINEAR                                           |
| 16026 -            | 1999 CM118   | 13 tháng 2 năm 1999  | Socorro                            | LINEAR                                           |
| 16027 -            | 1999 DV1     | 18 tháng 2 năm 1999  | Haleakala                          | NEAT                                             |
| 16028 -            | 1999 DC6     | 17 tháng 2 năm 1999  | Socorro                            | LINEAR                                           |
| 16029 -            | 1999 DQ6     | 20 tháng 2 năm 1999  | Socorro                            | LINEAR                                           |
| 16030 -            | 1999 FS3     | 19 tháng 3 năm 1999  | High Point                         | D. K. Chesney                                    |
| 16031 -            | 1999 FJ10    | 20 tháng 3 năm 1999  | King City                          | R. G. Sandness                                   |
| 16032 -            | 1999 FU30    | 19 tháng 3 năm 1999  | Socorro                            | LINEAR                                           |
| 16033 -            | 1999 FT32    | 24 tháng 3 năm 1999  | Đài thiên văn Zvjezdarnica Višnjan | K. Korlević                                      |
| 16034 -            | 1999 FW32    | 24 tháng 3 năm 1999  | Socorro                            | LINEAR                                           |
| 16035 Sasandford   | 1999 FX32    | 24 tháng 3 năm 1999  | Anderson Mesa                      | LONEOS                                           |
| 16036 Moroz        | 1999 GV8     | 10 tháng 4 năm 1999  | Anderson Mesa                      | LONEOS                                           |
| 16037 Sheehan      | 1999 GX8     | 10 tháng 4 năm 1999  | Anderson Mesa                      | LONEOS                                           |
| 16038 -            | 1999 GD18    | 15 tháng 4 năm 1999  | Socorro                            | LINEAR                                           |
| 16039 Zeglin       | 1999 GH18    | 15 tháng 4 năm 1999  | Socorro                            | LINEAR                                           |
| 16040 -            | 1999 GN18    | 15 tháng 4 năm 1999  | Socorro                            | LINEAR                                           |
| 16041 -            | 1999 GM19    | 15 tháng 4 năm 1999  | Socorro                            | LINEAR                                           |
| 16042 -            | 1999 GA20    | 15 tháng 4 năm 1999  | Socorro                            | LINEAR                                           |
| 16043 Yichenzhang  | 1999 GP23    | 6 tháng 4 năm 1999   | Socorro                            | LINEAR                                           |
| 16044 Kurtbachmann | 1999 GW24    | 6 tháng 4 năm 1999   | Socorro                            | LINEAR                                           |
| 16045              | 1999 HU2     | 22 tháng 4 năm 1999  | Xinglong                           | Chương trình tiểu hành tinh Bắc Kinh Schmidt CCD |
| 16046 Gregnorman   | 1999 JK      | 5 tháng 5 năm 1999   | Reedy Creek                        | J. Broughton                                     |
| 16047 -            | 1999 JG10    | 8 tháng 5 năm 1999   | Catalina                           | CSS                                              |
| 16048 -            | 1999 JU23    | 10 tháng 5 năm 1999  | Socorro                            | LINEAR                                           |
| 16049 -            | 1999 JS32    | 10 tháng 5 năm 1999  | Socorro                            | LINEAR                                           |
| 16050 -            | 1999 JN35    | 10 tháng 5 năm 1999  | Socorro                            | LINEAR                                           |
| 16051 Bernero      | 1999 JF36    | 10 tháng 5 năm 1999  | Socorro                            | LINEAR                                           |
| 16052 -            | 1999 JX36    | 10 tháng 5 năm 1999  | Socorro                            | LINEAR                                           |
| 16053 Brennan      | 1999 JA40    | 10 tháng 5 năm 1999  | Socorro                            | LINEAR                                           |
| 16054 -            | 1999 JP55    | 10 tháng 5 năm 1999  | Socorro                            | LINEAR                                           |
| 16055 -            | 1999 JQ56    | 10 tháng 5 năm 1999  | Socorro                            | LINEAR                                           |
| 16056 -            | 1999 JN75    | 6 tháng 5 năm 1999   | Socorro                            | LINEAR                                           |
| 16057 -            | 1999 JO75    | 6 tháng 5 năm 1999   | Socorro                            | LINEAR                                           |
| 16058 -            | 1999 JP75    | 6 tháng 5 năm 1999   | Socorro                            | LINEAR                                           |
| 16059 Marybuda     | 1999 JV86    | 12 tháng 5 năm 1999  | Socorro                            | LINEAR                                           |
| 16060 -            | 1999 JZ89    | 12 tháng 5 năm 1999  | Socorro                            | LINEAR                                           |
| 16061 -            | 1999 JQ117   | 13 tháng 5 năm 1999  | Socorro                            | LINEAR                                           |
| 16062 Buncher      | 1999 NR36    | 14 tháng 7 năm 1999  | Socorro                            | LINEAR                                           |
| 16063 -            | 1999 NV36    | 14 tháng 7 năm 1999  | Socorro                            | LINEAR                                           |
| 16064 -            | 1999 RH27    | 5 tháng 9 năm 1999   | Catalina                           | CSS                                              |
| 16065 Borel        | 1999 RE35    | 11 tháng 9 năm 1999  | Prescott                           | P. G. Comba                                      |
| 16066 -            | 1999 RN39    | 8 tháng 9 năm 1999   | Catalina                           | CSS                                              |
| 16067 -            | 1999 RA47    | 7 tháng 9 năm 1999   | Socorro                            | LINEAR                                           |
| 16068 Citron       | 1999 RN86    | 7 tháng 9 năm 1999   | Socorro                            | LINEAR                                           |
| 16069 Marshafolger | 1999 RS95    | 7 tháng 9 năm 1999   | Socorro                            | LINEAR                                           |
| 16070 -            | 1999 RB101   | 8 tháng 9 năm 1999   | Socorro                            | LINEAR                                           |
| 16071 -            | 1999 RW125   | 9 tháng 9 năm 1999   | Socorro                            | LINEAR                                           |
| 16072 -            | 1999 RE128   | 9 tháng 9 năm 1999   | Socorro                            | LINEAR                                           |
| 16073 Gaskin       | 1999 RK129   | 9 tháng 9 năm 1999   | Socorro                            | LINEAR                                           |
| 16074 Georgekaplan | 1999 RR129   | 9 tháng 9 năm 1999   | Socorro                            | LINEAR                                           |
| 16075 Meglass      | 1999 RL130   | 9 tháng 9 năm 1999   | Socorro                            | LINEAR                                           |
| 16076 Barryhaase   | 1999 RV131   | 9 tháng 9 năm 1999   | Socorro                            | LINEAR                                           |
| 16077 Arayhamilton | 1999 RK157   | 9 tháng 9 năm 1999   | Socorro                            | LINEAR                                           |
| 16078 Carolhersh   | 1999 RG177   | 9 tháng 9 năm 1999   | Socorro                            | LINEAR                                           |
| 16079 Imada        | 1999 RP181   | 9 tháng 9 năm 1999   | Socorro                            | LINEAR                                           |
| 16080 -            | 1999 RX184   | 9 tháng 9 năm 1999   | Socorro                            | LINEAR                                           |
| 16081 -            | 1999 SR15    | 30 tháng 9 năm 1999  | Catalina                           | CSS                                              |
| 16082 -            | 1999 TR5     | 2 tháng 10 năm 1999  | Đài thiên văn Zvjezdarnica Višnjan | K. Korlević, M. Jurić                            |
| 16083 Jorvik       | 1999 TH12    | 12 tháng 10 năm 1999 | Kleť                               | J. Tichá, M. Tichý                               |
| 16084 -            | 1999 TY18    | 12 tháng 10 năm 1999 | Črni Vrh                           | Črni Vrh                                         |
| 16085 Laffan       | 1999 TM27    | 3 tháng 10 năm 1999  | Socorro                            | LINEAR                                           |
| 16086 -            | 1999 TF90    | 2 tháng 10 năm 1999  | Socorro                            | LINEAR                                           |
| 16087 -            | 1999 TR102   | 2 tháng 10 năm 1999  | Socorro                            | LINEAR                                           |
| 16088 -            | 1999 TJ121   | 4 tháng 10 năm 1999  | Socorro                            | LINEAR                                           |
| 16089 Lamb         | 1999 TG147   | 7 tháng 10 năm 1999  | Socorro                            | LINEAR                                           |
| 16090 Lukaszewski  | 1999 TN147   | 7 tháng 10 năm 1999  | Socorro                            | LINEAR                                           |
| 16091 Malchiodi    | 1999 TO152   | 7 tháng 10 năm 1999  | Socorro                            | LINEAR                                           |
| 16092 -            | 1999 TP171   | 10 tháng 10 năm 1999 | Socorro                            | LINEAR                                           |
| 16093 -            | 1999 TQ180   | 10 tháng 10 năm 1999 | Socorro                            | LINEAR                                           |
| 16094 Scottmccord  | 1999 TQ222   | 2 tháng 10 năm 1999  | Socorro                            | LINEAR                                           |
| 16095 -            | 1999 TA249   | 8 tháng 10 năm 1999  | Catalina                           | CSS                                              |
| 16096              | 1999 US6     | 29 tháng 10 năm 1999 | Xinglong                           | Chương trình tiểu hành tinh Bắc Kinh Schmidt CCD |
| 16097 -            | 1999 UE50    | 30 tháng 10 năm 1999 | Catalina                           | CSS                                              |
| 16098 -            | 1999 VR9     | 9 tháng 11 năm 1999  | Đài thiên văn Zvjezdarnica Višnjan | K. Korlević                                      |
| 16099 -            | 1999 VQ24    | 15 tháng 11 năm 1999 | Ondřejov                           | P. Kušnirák, P. Pravec                           |
| 16100 -            | 1999 VO30    | 3 tháng 11 năm 1999  | Socorro                            | LINEAR                                           |